# Chantol
Chantol är en ort i Mexiko.   Den ligger i kommunen Ciudad Valles och delstaten San Luis Potosí, i den centrala delen av landet, 300 km norr om huvudstaden Mexico City. Chantol ligger 135 meter över havet och antalet invånare är 207.
Terrängen runt Chantol är varierad. Runt Chantol är det ganska tätbefolkat, med 78 invånare per kvadratkilometer. Närmaste större samhälle är Ciudad Valles, 14,9 km sydost om Chantol. Omgivningarna runt Chantol är en mosaik av jordbruksmark och naturlig växtlighet.